# 2 Sisters Food Group
2 Sisters Food Group er en britisk producent af fjerkrækød og et datterselskab til Boparan Holdings Ltd. Den privatejede virksomhed har hovedkontor i Birmingham og fokuserer på private label produktion. Den blev etableret i 1993 af iværksætter Ranjit Singh Boparan. De har i dag 20 lokationer i Storbritannien, seks i Nederlandene, en i Irland og en i Polen.
I 2020 havde de 18.000 ansatte og en omsætning på 2,69 mia. britiske pund..